# Kakopoda
Kakopoda, rod moljaca iz porodice Erebidae smješten u tribus Ophiusini. Postoji nekoliko vrsta, sve su iz Amerike.

## Vrste
1. Kakopoda agarrha (Druce, 1890); Meksiko
2. Kakopoda mesostigma (Hampson, 1926);  Venezuela
3. Kakopoda progenies (Guenée, 1852)
4. Kakopoda stygia (Hampson, 1926); Gvatemala
5. Kakopoda violascens (Hampson, 1926); Gvajana